# نادربیک عبدالستارف
نادربیک عبدالستارف (ازبکی: Nodirbek Abdusattorov)؛ استادبزرگ شطرنج اهل ازبکستان است. او در سن ۱۳ سال و ۱ ماه و ۱۱ روز به عنوان استاد بزرگ دست یافت. فیده در آوریل ۲۰۱۸ عنوان اعجوبه شطرنج را به او اعطا کرد.
عبدالستارف قهرمان شطرنج سریع جهان در سال ۲۰۲۱ شد و با ۱۷ سال و ۳ ماه جوانترین قهرمان شطرنج جهان و جوانترین قهرمان جهان باز شطرنج در هر مقطع زمانی شد و رکورد مگنوس کارلسن را که ۱۸ ساله بود شکست. او در سال ۲۰۰۹ برنده مسابقات جهانی شطرنج فوق سریع شد. عبدالستارف در یک مسابقه تساوی‌شکنی، یان نپومنیاشی را شکست داد و قهرمان سال ۲۰۲۱ شد. در سال ۲۰۲۲، عبدالستارف در چهل و چهارمین المپیاد شطرنج برای ازبکستان روی تخته ۱ بازی کرد، جایی که تیمش طلا گرفت و او یک مدال نقره انفرادی را برای عملکرد تخته ۱ خود کسب کرد. عبدالستارف همچنین دارای رکورد جوانترین بازیکنی است که به امتیاز بیش از ۲۴۰۰ دست یافته‌است.